# Febo Moniz de Lusignan
Febo Moniz de Lusignan, por vezes referido apenas como Febo Moniz, (1515 - 158?), senhor do morgado das Conchas, no Lumiar, foi um nobre português.

## Biografia
Inicialmente foi um dos camareiros do rei menino D. Sebastião de Portugal, para sua criação; neste cargo foi qualificado de sumilher de corpus. Em satisfação destes serviço lhe fez D. Sebastião mercê das saboarias de Estremoz, Sousel e Fronteira, da comenda de Alpriate na Ordem de Cristo, e o fez do seu conselho.
Funcionário no Paço Real, foi nomeado "Procurador da Cidade de Lisboa e Presidente dos deputados das vilas e cidades do Reino" nas Cortes de Almeirim de 1580, onde se opôs à escolha de um estrangeiro para ocupar o trono português.
Leader vigoroso da oposição contra a absorção espanhola, mereceu de Cristóvão de Moura que lhe chamasse "endemoinhado".
Conta-se que, tendo sido recebido pelo cardeal-rei D. Henrique, este tentou convencer Moniz a mudar de ideias e apoiar a tomada do trono pelo rei de Castela (Filipe II de Espanha), ao que Febo Moniz terá respondido que os representantes dos concelhos preferiam «de antes morrer todos do que obedecer a el-rei de Castela».
Quando Filipe II tomou o trono de Portugal, prendeu Febo Moniz. Este morreu na cadeia.

## Dados genealógicos
Era filho de Jerónimo Moniz e Violante da Silva, neto paterno de outro Febo Moniz de Lusignan, filho este de Vasco Gil Moniz.
Casou com D. Isabel da Silva, filha de D. Pedro de Castelo Branco e de D. Margarida de Lima.
tiveram:
- Pedro Moniz que serviu em Alcácer a comenda de São Martinho do Bispo, na Ordem de Cristo, bispado de Coimbra, passou a África com El-Rei D. Sebastião, em 1578, e foi feito cativo, vindo a morrer em Fez, sem ter casado nem deixado geração;
- Jerónimo Moniz de Lusignano que casou com D. Elvira de Alarcão, viúva de Sebastião da Silva, dama da rainha D. Catarina, filha de Gaspar de Torres, e de D. Leonor de Alarcão sua mulher D. Elvira de Alarcão.[4]
- João Moniz de Lusignano que foi pajem da Campainha de El-Rei D. Sebastião.

Quando da primeira expedição a África em 1574, João Moniz acompanhou El-Rei com três cavalos e homens de pé, à sua custa. Na segunda expedição, em 1578, também foi João Moniz, e na batalha foi feito cativo e levado para Fez. Foi um dos fidalgos que persuadiu o Rudecão a que se passasse a Mazagão com os que quisessem fugir do cativeiro «empresa grande pelo perigo e dificuldade» conforme o comentário de Afonso Torres. Saiu no resgate dos oitenta fidalgos. De novo no reino, foi tutor de seus sobrinhos, filhos de seu irmão Jerónimo. Pelos seus serviços, lhe fez El-Rei D. Filipe II, mercê em 1591, da comenda da Granja de Alpriate, na Ordem de Cristo. Teve João Moniz além destas comendas, as saboarias de Extremoz, Fronteira e Sousel, por renúncia de seu pai, de sua irmã D. Antónia da Silva, e de seu cunhado o senhor de Vila Flor, e mercê de El-Rei D. Sebastião, e D. Felipe I (Carla de 13 de Abril de 1588).
João Moniz não foi casado nem deixou geração.
Foi sepultado na Capela da Piedade.
- D. Antônia da Silva que foi dama da Rainha Dona Catarina, e casou com Francisco de São Paio, senhor de Vila Flôr.
- D. Ana de Ataíde, que foi mulher de Heitor de Melo, de quem não houve sucessão.
- D. Margarida e D. Violante, que foram freiras em Santa Clara de Lisboa.[5]